# Faouzi Rouissi
Faouzi Rouissi (arabisch فوزي الرويسي, DMG fuːzi ar-rawīsī, * 26. März 1971 in Tunis) ist ein ehemaliger tunesischer Fußballstürmer. In der Saison 1989/90 wurde er mit 18 Toren Torschützenkönig der tunesischen Meisterschaft (Championnat de Tunisie). Er gilt als Vereinslegende von Club Africain und gewann mit dem Klub nationale und internationale Titel.
Mit nur 17 Jahren war Faouzi Rouissi der jüngste eingesetzte Spieler in der Geschichte des Vereins.

## Nationalmannschaft
Am 5. August 1989 gab Rouissi im Alter von 18 Jahre im Stade El Menzah sein Debüt für die tunesische Nationalmannschaft beim 3:0-Sieg gegen Malawi.
Sein erstes Pflichtspiel für die Nationalmannschaft Tunesiens absolvierte er beim 1:0-Sieg gegen die Sambia in der Qualifikation zur Fußball-Weltmeisterschaft 1990.
Sein letztes Spiel für das Nationalteam bestritt Faouzi Rouissi mit 30 Jahren bei einem 6:0-Sieg gegen die Republik Kongo im Jahr 2001. Das Spiel fand im Rahmen der Qualifikation zur Fußball-Weltmeisterschaft 2002 im Stade Olympique de Radès statt.

## Erfolge
Club Africain
- Tunesischer Meister: 1990, 1992, 1996
- Tunesischer Pokal: 1992, 1998, 2000
- CAF Champions League: 
1991
- Arabischer Pokal der Pokalsieger: 1995
- Afroasiatischer Pokal: 1992
- Finalist im afrikanischen Pokal der Pokalsieger: 1990, 1999

Al-Hilal
- Saudischer Vizemeister: 1995
- Saudische Kronprinzenpokal: 1995